# Resolució 354 del Consell de Seguretat de les Nacions Unides
La Resolució 354 del Consell de Seguretat de les Nacions Unides, aprovada per unanimitat el 23 de juliol de 1974, va ser una breu resolució que va reafirmar les disposicions de la resolució 353 i va exigir que totes les parts en la lluita a Xipre compleixin immediatament amb la resolució 353 i deixin de disparar. La Resolució també va demanar a tots els estats que s'abstinguessin de qualsevol acció que pogués agreujar encara més la situació.